# La rabbia degli angeli - La storia continua
La rabbia degli angeli - La storia continua (Rage of Angels: The Story Continues) è una miniserie televisiva in due puntate del 1986, diretta da Paul Wendkos e interpretata da Jaclyn Smith, Ken Howard e Angela Lansbury. Sequel dell'originale La rabbia degli angeli del 1983, tratta dal romanzo omonimo scritto da Sidney Sheldon nel 1980, ne riprende i personaggi e le vicende principali. 
Trasmessa negli Stati Uniti il 2 e 3 novembre 1986 sulla rete NBC, è andata in onda per la prima volta in Italia il 28 e 29 agosto 1991 in prima serata su Rai 2.